# Guarani

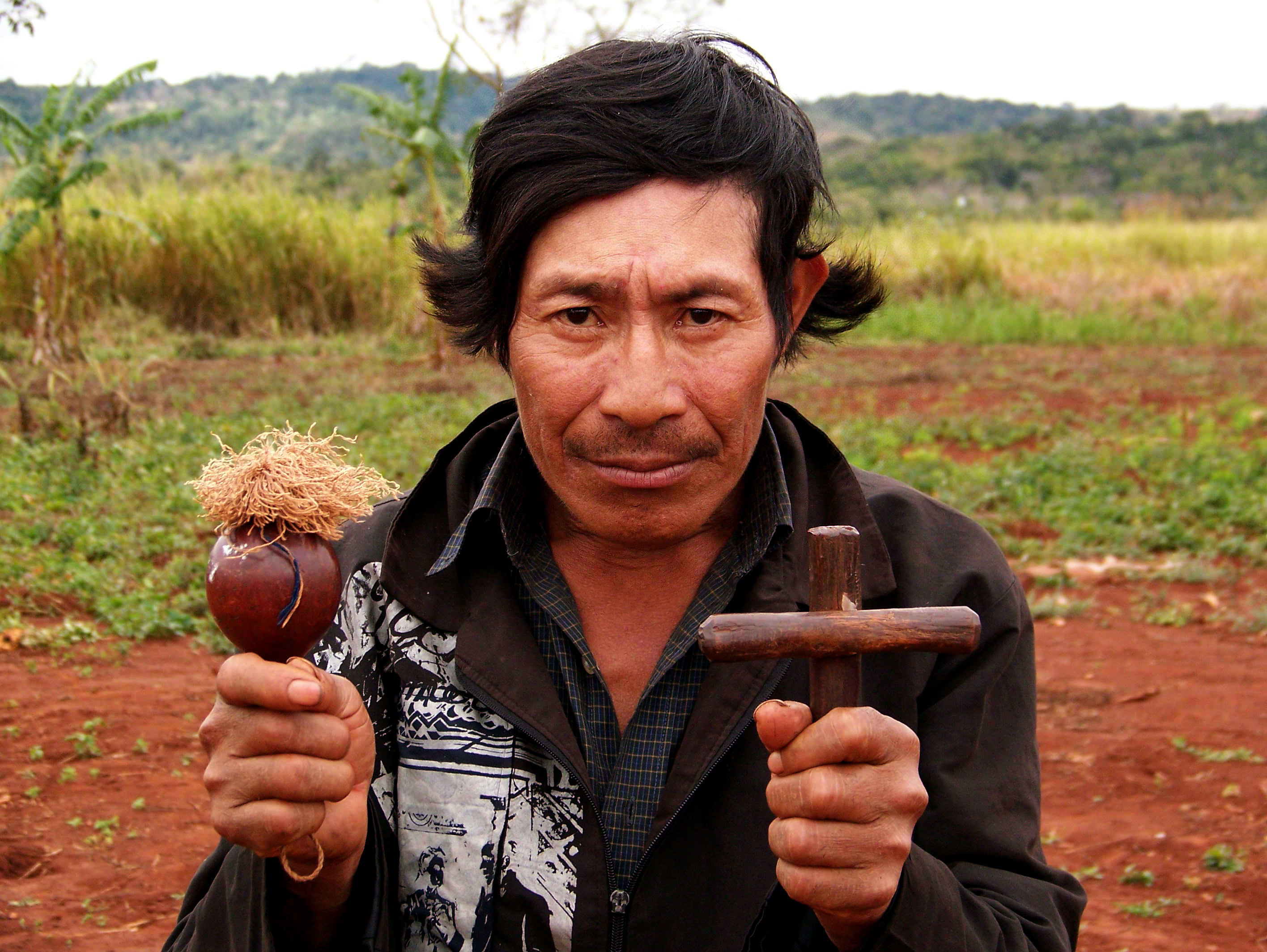
Szaman Guarani

Guarani – Indianie Ameryki Południowej zamieszkujący głównie w Paragwaju, a także w Brazylii, Boliwii i Argentynie, posługujący się językiem guarani, który obok hiszpańskiego, jest jednym z dwóch oficjalnych języków Paragwaju.
Żyją we wspólnotach o patrylinearnym systemie pokrewieństwa. Ich populację szacuje się na około 7 tys. osób (1983). W 2000 w Paragwaju ok. 50 tys. osób posługiwało się wyłącznie językiem guarani. Według różnych źródeł język ten zna od 4 do 7 mln osób (nie tylko Indian) z Paragwaju i krajów sąsiednich. Jako pierwsi zaczęli używać yerba mate i stewii.

## Historia
Ludy Tupi-Guarani wywodzą się ze środkowej Amazonii, skąd wyszli ok. 200 roku p.n.e. Tupi osiedlili się w Brazylii a Guarani w dorzeczu rzeki Paragwaj, terenu wokół obecnego Asunción, skąd rozprzestrzenili się na obszary wschodniej Ameryki Południowej od La Platy po północny odcinek Orinoko. 
Według mitologii Guarani, Tupi i Guarani byli dwoma braćmi, których żony pokłóciły się o kolorową papugę. Po kłótni, Guarani - młodszy z braci – wraz z rodziną opuścił starszego brata i wyniósł na ziemie La Platy. Guarani nazywali siebie abá (ludzie) lub ñande ore (my wszyscy) – dopiero Europejczycy nazwali Indian Guarani, co w języku Indian Guarani znaczyło wojownicy.  
Guarani trudnili się rolnictwem wędrownym, oprawiając kukurydzę i maniok, a także myślistwem i rybołówstwem. Guarani mieszkali w prostokątnych domach po sześć rodzin pod jednym dachem. W wiosce, otoczonej często palisadą, było 5–6 domów zamieszkanych przez 200–300 osób. Co 3–5 lat, po wyjałowieniu ziemi, Guarani przenosili się w inne miejsce. W wioskach władzę sprawowali wodzowie, przy czym decyzje w sprawach ważnych dla społeczności podejmowała rada złożona z wodzów i dorosłych mężczyzn, którzy na przykład wybierali wodzów na wyprawy wojenne. 
Guarani byli przyjaźnie nastawieni do Hiszpanów, którzy przybyli na ich tereny w XVI wieku, pokazali im m.in. drogę do Peru. W 1500 roku populacja Guarani liczyła ok. 1,5 miliona osób. Guarani sąsiadowali z wrogo do nich nastawionymi plemionami i w kooperacji z Hiszpanami szukali korzyści militarnych i materialnych, plądrując u boku Hiszpanów ziemie Inków. Hiszpańscy konkwistadorzy uważali ziemie Guarani za wrota do legendarnej krainy El Dorado.
Pod koniec XVI wieku na ziemie Guarani przybyli jezuici. Zakon szerzył chrześcijaństwo i działał na rzecz ochrony Indian przed systemem encomiendy praktykowanym przez hiszpańskich osadników, opartym początkowo na niewolniczej a później na pańszczyźnianej pracy ludności indiańskiej i prawie ściągania od Indian trybutu należnego koronie hiszpańskiej w zamian za opiekę. W 1609 roku Hiszpania nadała jezuitom ziemie w regionie granicznym Paragwaju, gdzie zakon założył 30 redukcji misyjnych: 8 na terenie obecnego Paragwaju, 13 w Argentynie i 7 w Brazylii. Guarani byli zachęcani do przyjmowania katolicyzmu i osiedlania się w redukcjach, przy czym nie byli poddawani europeizacji i zachowywali własne tradycje; jezuici zachęcali ich do uprawy ostrokrzewu paragwajskiego do produkcji yerba mate.